# 海蔵地区
海蔵地区（かいぞうちく）は、三重県四日市市の地区の一つ。1930年に四日市市に編入された三重郡海蔵村の村域にあたり、四日市市役所海蔵地区市民センターの管轄区域である。

## 概要

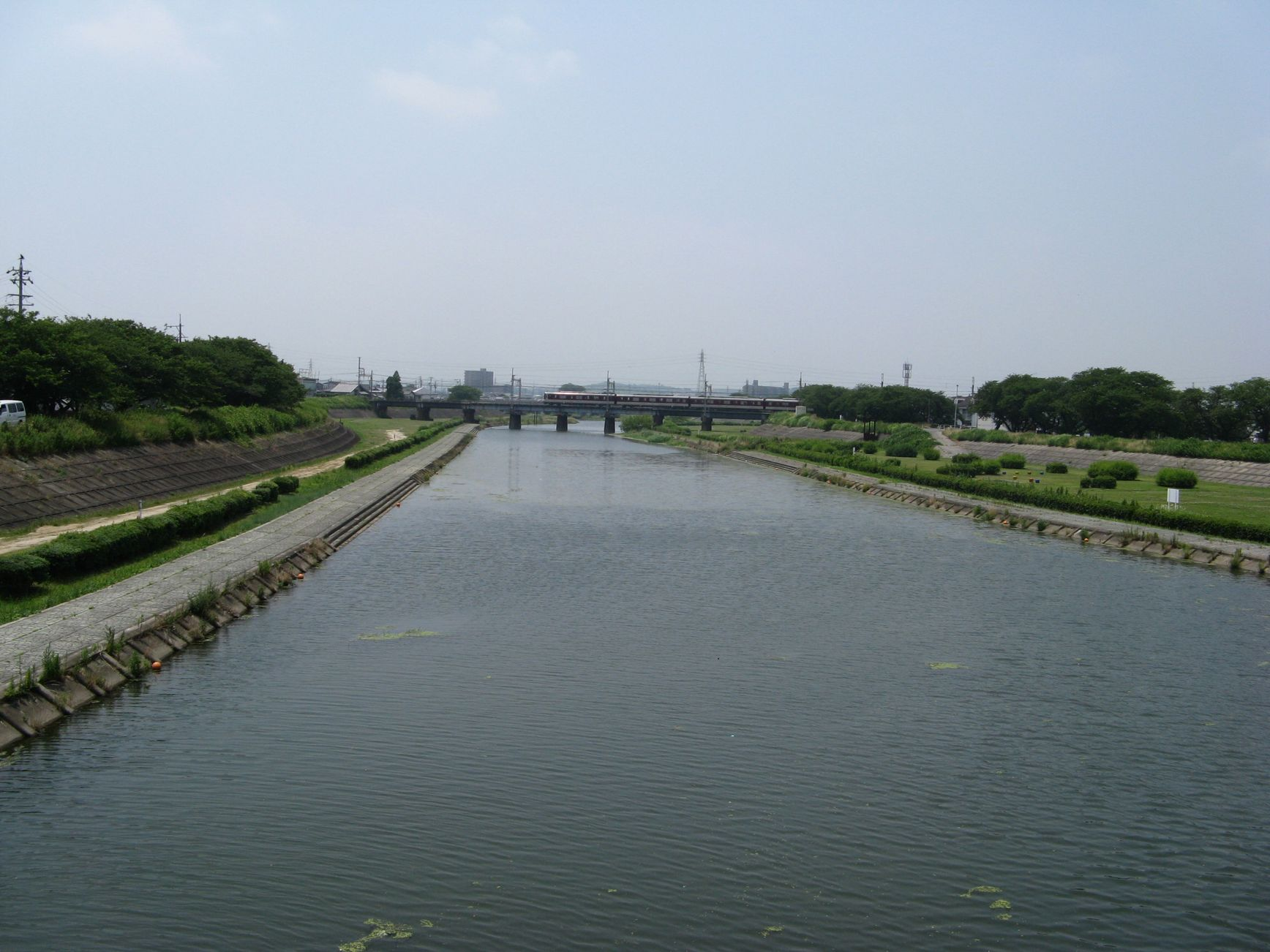
海蔵川

橋北地区と並び地場産業の萬古焼文化が発達している地域である。
海蔵地区の人口は約1万3000人まで増加をして、マンションや団地の建設で海蔵小学校の児童数が三重県有数となっている。

### 地名の由来
古来は川沿いに「海蔵（あくら）」とよばれる倉庫群があった。地区内の阿倉川町はその「あくら」に由来。海蔵川の氾濫の為に農作が不向きな土地であった。また川沿いの桜並木は春に賑わいをみせる。
「万古町」は東阿倉川町の一部から独立した地名で、萬古焼の工場が多数あった事から「万古町」と命名された。

## 地理
地区内に海蔵川が流れる。

### 面積
面積は3.65 km2。

### 地形

#### 河川
主な川
- 海蔵川
- 三滝川

## 歴史
- 中世期は伊勢神宮領であった。
- 江戸時代初期は桑名藩領・紀州藩領・天領に分割統治されていた。
- 江戸時代後期は八田藩領・西条藩領であり、菜種油や和紙の生産が盛んであった。
- 江戸時代後期の1829年（文政12年）に製陶業の田端教正・上島庄助によって 「四日市萬古焼」が築かれた。

萬古焼は明治から大正にかけて発達をして、昭和初期には萬古焼の中小工場が急増して全盛期であった。

### 沿革
- 1875年（明治8年 ）に海蔵学校（現在の四日市市立海蔵小学校）が創立された。
- 1889年（明治22年）に三重郡所属の東阿倉川村・西阿倉川村・末永村・野田村の4か村が合併して、三重郡海蔵村が成立。
- 1930年（昭和5年）に四日市市に編入される。昭和戦後期に四日市公害の環境対策に成功して人口2万人に急増した。